# Вълчищки манастир
„Света Петка“ или „Света Параскева“ (на гръцки: Ιερά Μονή Αγίας Παρασκευής Δομίρου) е православен женски манастир край село Вълчища (Домиро), Гърция, част от Зъхненската и Неврокопска епархия. Манастирът е разположен на 2 km източно от селото и има няколко храма - католиконът „Света Параскева“, църквата „Свети Рафаил“, църквата „Свети Спиридон“ и параклисът „Света Теофания“.

## История
Манастирът е основан около 1500 година като метох на Кушнишкия манастир „Света Богородица Икосифиниса“. Според твърдения в сайта на Зъхненската и Неврокопска епархия, той е изгорен от българи и възстановен в 1904 година. На плоча на входа на църквата се чете: „Този Свети храм е обновен в 1904 година с помощта на Богородица Икосифиниса Кушнишка при игумена архимандрит Дамаскин Вафидис“. В 1924 година, след размяната на население между Гърция и Турция, по инициатива на митрополит Лаврентий Драмски, Кушнишкият манастир отстъпва метоха на шест монахини от Имерския манастир „Свети Йоан Предтеча“ в Понт, които донасят със себе си и иконостасните икони от храма си. С кралски указ на Павлос I манастирът е обявен за независим и става първият женски манастир в Гръцка Македония. С течение на времето манастирът е запуснат и остава без монахини. Възстановяването му започва през ноември 1988 година от игуменката Мариам и завършва в 2004 година.
- Икони от църквата „Света Петка“
- „Света Богородица Млекопитателница“
- „Възкресение Христово“
- „Исус Христос“